# Rio Giucoşin
O Rio Giucoşin é um rio da Romênia, afluente do Galaţca, localizado no distrito de Timiş.